# Strike Up the Band (comédie musicale)
Strike Up the Band est une comédie musicale de 1927 avec un livret de Morrie Ryskind, des paroles d'Ira Gershwin et une musique de George Gershwin. Il a d'abord été présenté comme un spectacle satirique à Philadelphie cette année-là, sans succès, et à Broadway en 1930 après que le livret original de George S. Kaufman eut été révisé par Ryskind. Le spectacle concernait un fabricant de fromage qui parrainait une guerre contre la Suisse, car elle porterait son nom. Une grande partie de la satire de la version de 1927 a été remplacée dans la nouvelle version par des niaiseries, ce qui a amené Ryskind à rappeler : « Ce que je devais faire, dans un sens, c'était de réécrire Guerre et Paix pour les Trois Stooges ». Dans la version de 1930, l'ouverture de l'acte I de la comédie musicale a été modifié pour passer d'une fromagerie à une chocolaterie, et une grande partie du travail a été réimaginée comme se déroulant au cours d'une séquence de rêve.
Mis à part la chanson titre, le film musical avec Judy Garland et Mickey Rooney de 1940, Strike Up the Band, n'avait aucun rapport avec la production scénique.

## Livret
Le livret original de George S. Kaufman était centré sur le personnage d'Horace J. Fletcher, un magnat du fromage qui tente de maintenir son monopole sur le marché américain en convainquant le gouvernement des États-Unis de déclarer la guerre à la Suisse. L'histoire s'est terminée sombrement,.
L'intrigue de Ryskind de 1930 a adouci les connotations politiques, mis davantage l'accent sur la romance et ajouté une fin heureuse. Cela a relégué l'intrigue de guerre à une séquence de rêve. L'incident qui a déclenché la guerre concernait le chocolat à la place du fromage.

## Production
Au cours de ses premiers essais avant Broadway en 1927, la satire politique s'est produite à Philadelphie.
Les Gershwin ont révisé l'histoire avec Ryskind pour la diffusion à Broadway en 1930 ; ils ont également retiré de la série la chanson The Man I Love, désormais un standard de Gershwin. Ils ont ajouté une douzaine de nouvelles chansons et réécrit les paroles ou modifié les mélodies de nombreuses chansons de 1927. La nouvelle partition est moins proche du style Gilbert et Sullivan et plus influencée par le swing. Mis en scène par Alexander Leftwich et chorégraphiée par George Hale, la production révisée a débuté à Broadway au Times Square Theatre le 14 janvier 1930 et s'est terminée le 28 juin 1930, après une série de 191 représentations modérément réussies. La distribution comprenait Dudley Clements et Blanche Ring.

## Partition
La première partition entièrement intégrée des Gershwin pour un livret musical a été influencée par les opérettes de Gilbert et Sullivan. Le groupe était le Red Nichols Orchestra, qui comprenait Benny Goodman, Glenn Miller, Gene Krupa, Jimmy Dorsey et Jack Teagarden.
La chanson titre, "Strike Up the Band", a été offerte à l'Université de Californie à Los Angeles par les Gershwin en 1936 sous le titre "Strike Up the Band for UCLA" et est devenue l'une des chansons de l'école.
En 1990, un enregistrement en studio de la partition originale de 1927 (et de certaines des chansons de 1930), mettant en vedette Rebecca Luker, Brent Barrett, Beth Fowler et Don Chastain, est sorti sur le label Nonesuch. Dans le même temps, la version 1930 a été enregistrée avec le même casting, mais n'a pas été publiée. Cet enregistrement est finalement sorti en 2011 par PS Classics.

### Chansons de 1927
| Overture Acte I - Fletcher's American Cheese Choral Society - 17 And 21 - Typical Self-Made American - Meadow Serenade - Unofficial Spokesman - Patriotic Rally - The Man I Love - Yankee Doodle Rhythm - 17 And 21 (Reprise) - Act I Finaletto - Strike Up the Band | Acte II - Oh This Is Such A Lovely War - Hoping That Someday You'd Care - Come-Look-At-The-War - Military Dancing Drill - How About A Man? - Act II Finaletto - Homeward Bound/The Girl I Love (Reprise of The Man I Love) - The War That Ended War - Finale Ultimo |

### Chansons de 1930
| Overture Acte I - Fletcher's American Chocolate Choral Society - I Mean to Say - Typical Self-Made American - Soon - A Man of High Degree - The Unofficial Spokesman - Three Cheers for the Union - This Could Go On For Years - If I Became President - Soon (Reprise) - (What's the Use of) Hanging Around with You? - He Knows Milk - Strike Up the Band | Acte II - In the Rattle of the Battle - Military Dancing Drill - Mademoiselle from New Rochelle - I've Got a Crush on You - (How About a Boy) Like Me? - Official Resume - Ring a Ding Dong Bell (Ding Dong) |